# 송네 피오르

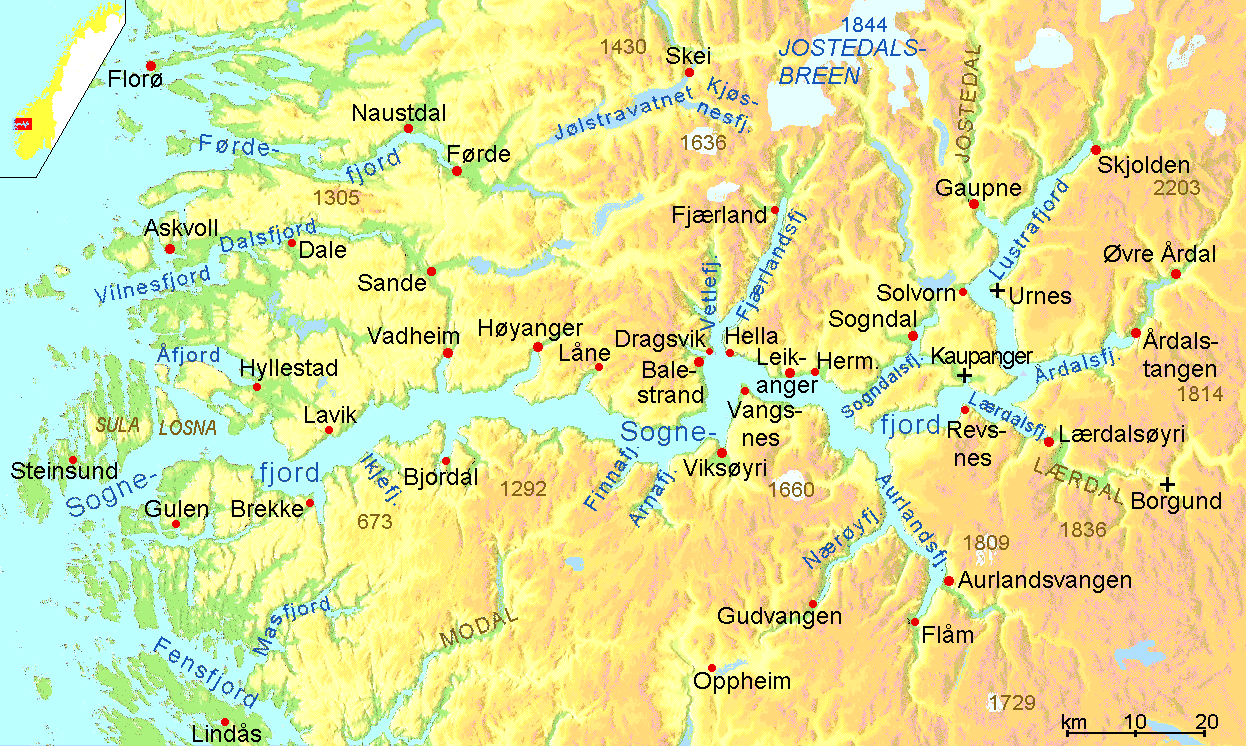
노르웨이에 있는 피오르이다.

송네 피오르(노르웨이어: Sognefjorden)는 노르웨이에서 가장 길고 수심이 깊은 피오르이다. 노르웨이 송노피오라네주에 있다. 길이는 204 Km로 전 세계에서도 두 번째로 긴 피오르이다. 피오르의 이름은 노르웨이의 과거 행정 구역인 '송'(노르웨이어: Sogn)에서 딴 것이다.

## 지리

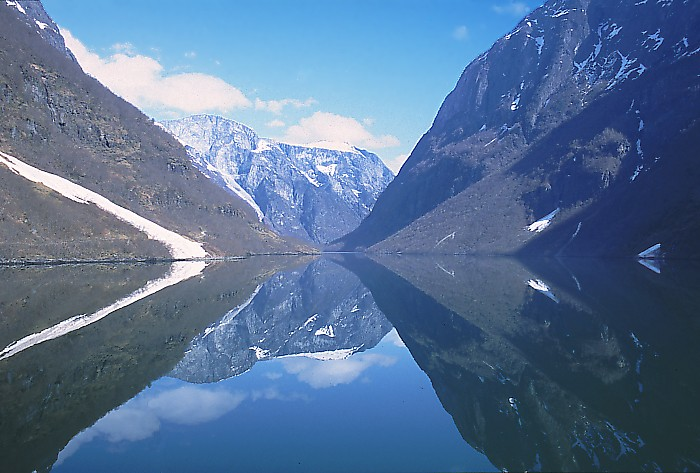
송내 피요르드의 지류

송네 피오르의 최대 수심은 1307 m로 피오르 가운데 가장 깊다. 하구 부근의 수심은 약 100 m이다. 주류의 평균 폭은 약 4.5 Km 이고 피오르를 둘러싸는 절벽의 높이는 평균 약 1000 m 이상이다.
송네 피오르의 가장 상류 지역에 스크욜덴이 있다. 또 다른 상류는 유럽 대륙에서 가장 큰 빙하인 요스테달스브렌과 연결된다. 송네 피오르의 지류는 복잡한 지형을 이루며 송노피오라네 주의 여러 지역에 가지처럼 뻗혀있다. 송네 피오르의 중심 지역인 네뢰이 피오르는 UNESCO의 세계 유산으로 선정되어 있다.
송네 피오르에는 건너편으로 전기를 공급하기 위해 4597 m 의 전선이 피오르를 가로지르고 있다.

## 루스트라 피오르
스크욜덴과 인근의 상류 지역은 루스트라피오르라고 불리기도 한다. 이 지역은 요투하이멘 국립공원으로 지정되어 있다. 루스트라피오르는 과거에 스크욜덴과 베르겐을 연결하는 수송로로 사용되었다.

## 네뢰이 피오르

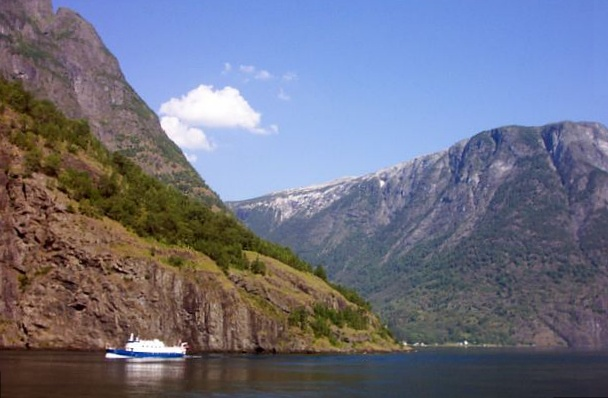
네뢰이 피오르

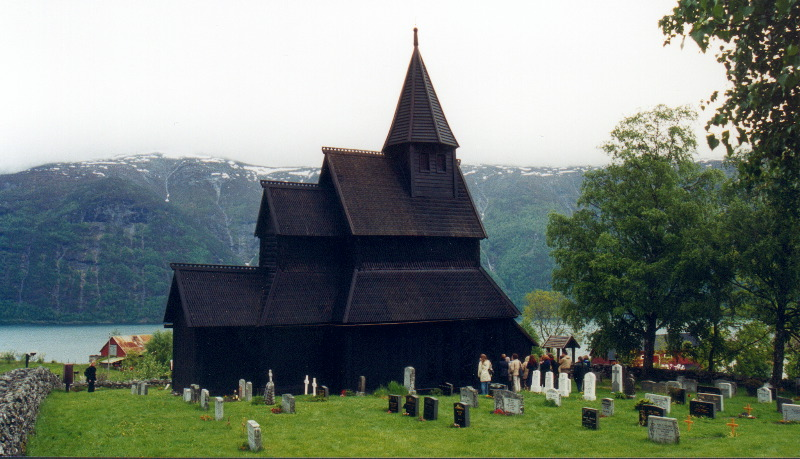
우르네 목조 교회

네뢰이 피오르는 송네 피오르의 중심 지역으로 세계 유산으로 선정되었다. 피오르의 양안은 비교적 좁아 300 m 정도로 관광용 보트로 양 쪽의 마을들을 오갈 수 있다. 네뢰이 피오르의 양안에는 회양거, 비크, 송달, 래르달, 아르달, 가우프네, 발레스트란드 등의 마을들이 있다. 네뢰이 피오르는 플람에서 미르달까지 약 20 km의 구간이다.
네뢰이 피오르의 상류 끝 지점에는 노르웨이에서 유명한 목조 교회 세곳이 있다. 이 중 우르네스 통널 교회는 세계 유산으로 등재되어 있다.

## 미디어
- KBS 1TV : 《걸어서 세계속으로》